# ریموند فی
ریموند فی (انگلیسی: Raymond Fee; ۱۲ ژانویهٔ ۱۹۰۳ – ۲ ژوئن ۱۹۸۳) بوکسور اهل ایالات متحده آمریکا بود.